# Nieuwe Hoogstraat

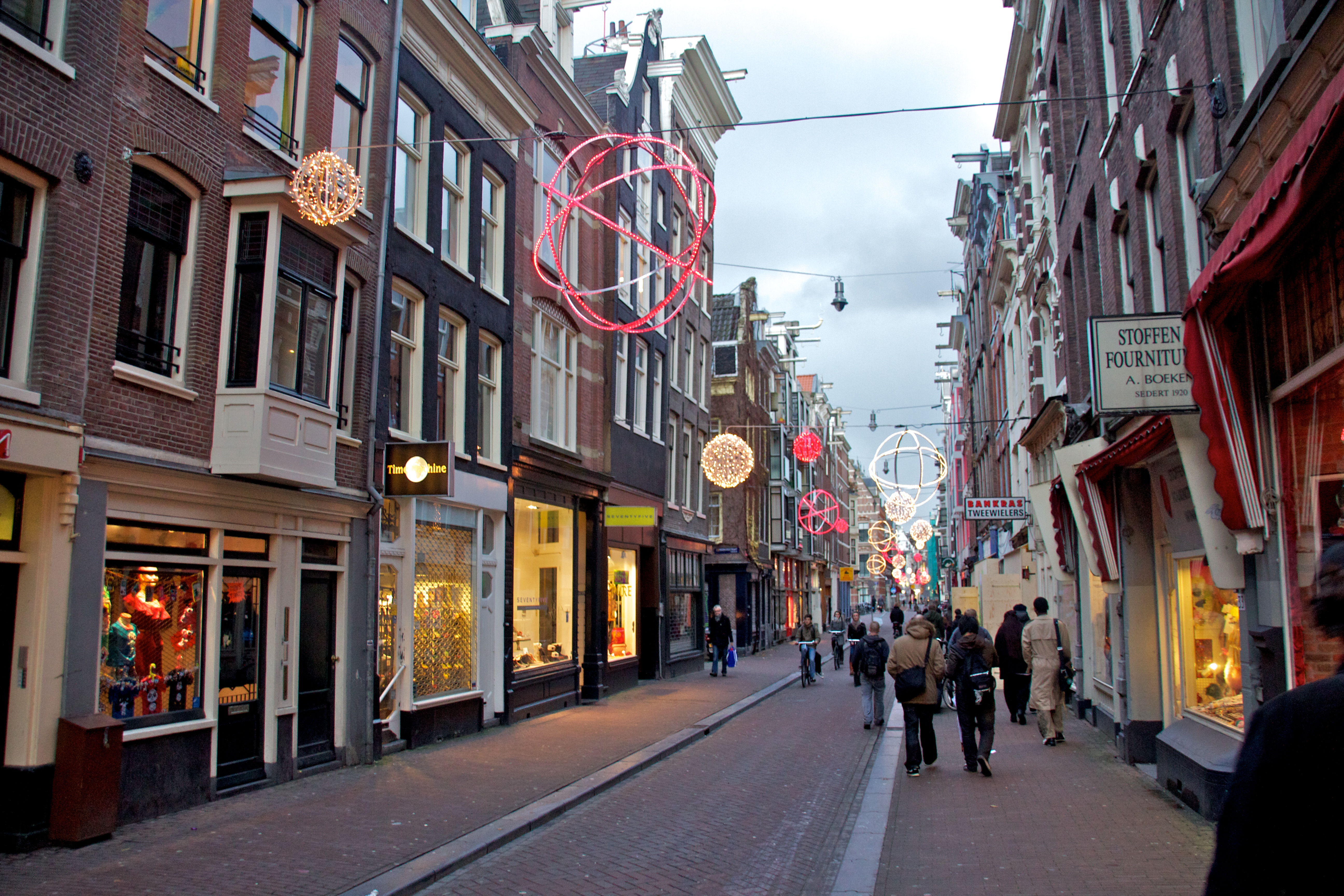
De Nieuwe Hoogstraat.

De Nieuwe Hoogstraat is een Amsterdamse straat die de Oude Hoogstraat verbindt met de Sint Antoniesbreestraat in Amsterdam-Centrum. De straat loopt van de Bushuissluis over de Kloveniersburgwal, in de richting van de Snoekjessteeg.  In de schaduw van de Zuiderkerk grenzen de Zanddwarstraat en het Zuiderkerkhof aan de Nieuwe Hoogstraat.
De straat is van oudsher een winkelstraat en maakt deel uit van de deels autovrije route vanaf de Dam - Damstraat – Oude Doelenstraat – Oude Hoogstraat - Nieuwe Hoogstraat. Naast de in dit deel van de stad te verwachten op het toerisme gerichte bedrijvigheid (coffeeshops, souvenirwinkels, horeca) vindt men hier een gevarieerd winkelaanbod.
In de middeleeuwen vormde de Nieuwe Hoogstraat een deel van de belangrijkste oost-westas van Amsterdam, die van de Dam naar de Sint Antoniesdijk liep; de toenmalige oostgrens van de stad.
De Nieuwe Hoogstraat lag binnen de 'Jodenhoek', zoals men dit deel van de stad in de volksmond noemde.  Deze Joodse wijk lag tussen het Centraal Station, de Kloveniersburgwal, Waterlooplein, Valkenburgerstraat en de Prins Hendrikkade. Tijdens de Tweede Wereldoorlog - vanaf februari 1941- werd de wijk door de Duitsers afgesloten. Er leefden, naast niet-Joden, meer dan 25.000 Joden. Velen van hen werden vermoord in vernietigingskampen.
De Nieuwe Hoogstaat grenst aan het gebied waar zich in 1975 tijdens de aanleg van de eerste metrolijn  de Nieuwmarktrellen afspeelden. Sindsdien verrees hier veel nieuwbouw, zoals het complex aan de Nieuwe Hoogstraat 10, 12, 14 (van Overbeek Architekten) en de metro-ingang en woningen aan de Nieuwe Hoogstraat en het Zuiderkerkhof van Theo Bosch uit 1982.
In 2006 werden de autovrije Oude en Nieuwe Hoogstraat heringericht, waarbij een verdiept fietspad werd aangelegd om een duidelijker verschil tussen het fiets- en voetpad aan te brengen. Desondanks wordt het doel van de paden, vooral door toeristen, niet altijd begrepen.
Aan de Nieuwe Hoogstraat / hoek Sint Antoniesbreestraat ligt een uitgang van het metrostation Nieuwmarkt.